# Sud-Aviation SA365 Dauphin
Pour les articles homonymes, voir Dauphin (homonymie).
Le Sud-Aviation SA.365 Dauphin est un hélicoptère moyen polyvalent conçu à l'origine par la société française Sud-Aviation pour succéder à l'Alouette III. Il est ensuite développé par la Société nationale industrielle aérospatiale, qui a acquis Sud-Aviation. La division hélicoptère de l'Aérospatiale devient en 1990 la branche française d'Airbus Helicopters, et le Dauphin fait l'objet de développements civils et militaires. Cet hélicoptère a aussi donné naissance à la famille d'appareils de combat Airbus Helicopters Panther puis à une nouvelle génération d'appareils civils dénommés EC155.
La dénomination de la famille Dauphin change en fonction de l'année initiale de construction et en fonction du nom de la société à ce moment-là. Les premiers Dauphins s'appellent SA36X (Sud-Aviation), ensuite AS36x (à partir du N2) (Aérospatiale) puis EC155 (Eurocopter). Avec le changement de dénomination sociale d'Airbus Helicopters, l'EC155 devient le H155.
La production du SA.365 prend fin avec la livraison, le 21 janvier 2022, d'un dernier appareil livré aux douanes espagnoles.

## SA360 Dauphin: un monomoteur

### Développement
Au moment de la création de l'Aérospatiale en 1970, le bureau d'études Hélicoptères de Sud-Aviation travaillait déjà sur un projet d'hélicoptère devant assurer la succession de l'Alouette III. Désigné provisoirement « Business Alouette », l'appareil devait recevoir son réservoir de carburant à l'arrière de la cabine. Mais il apparut possible de reporter le réservoir à la base du fuselage, ce qui introduisait une différence de niveau entre l'avant et l'arrière de la cabine mais permettait de porter la capacité de l'appareil à 10 personnes, pilote inclus.
Le premier prototype, SA.360-001 [F-WSQL], a volé le 2 juin 1972, piloté par Roland Coffignot, assisté de l'ingénieur d'essais René Stevens et du technicien d'essais André Ricaud. Rebaptisé Dauphin, cet appareil était motorisé avec une turbine Turbomeca Astazou XVI de 980 ch entraînant un rotor utilisant quatre pales identiques à celles de l’Alouette III et un fenestron anti-couple dérivé de celui de la Gazelle. Si le prototype avait une pointe avant de fuselage entièrement vitrée, d'un dessin proche de celui de l’Alouette III, il se distinguait par un train d'atterrissage fixe comprenant deux courtes jambes principales carénées et une roulette arrière. Après une première tranche de 180 essais en vol ce prototype fut remotorisé avec une Astazou XVIIIA de 1 050 ch et de nouvelles pales, en plastique, diverses modifications améliorant le niveau des vibrations et les effets de résonance au sol furent apportées. Les essais du Dauphin reprirent en mai 1973, juste à temps pour être présenté au Salon du Bourget. Occasion pour Roland Coffignot d'établir les 15, 16 et 17 mai 1973 trois records internationaux classe E1D (hélicoptères de 1 750 à 3 000 kg) avec une charge équivalente à huit passagers : 299 km/h en circuit fermé de 100 km, 312 km/h sur une base de 3 km et 303 km/h sur une base de 15 km. Entre-temps un second prototype, SA.360-002 (F-WSQX), avait pris l'air le 29 janvier 1973.
La production fut lancée en 1974 et le premier appareil de série, SA.360-1001 (F-WVKJ), prit l’air en avril 1975. Il se distinguait des prototypes par un fuselage partiellement redessiné, avec un pare-brise nettement marqué. La certification française fut obtenue le 18 décembre 1975 suivant et la certification FAA six mois plus tard. Mais le prototype du Dauphin 2 volait déjà depuis le 24 janvier 1975 et un hélicoptère monomoteur de cette taille était jugé sous-motorisé par la clientèle. L’accident en mars 1976 d’un démonstrateur en Arizona n'arrangea pas les choses, et fin 1976 Aérospatiale avait en stock 15 machines terminées attendant un hypothétique acheteur. La production fut donc suspendue fin 1977 après l’achèvement de 34 appareils de série seulement, certains de ces appareils ne trouvant acheteur qu’en 1982.

### Versions

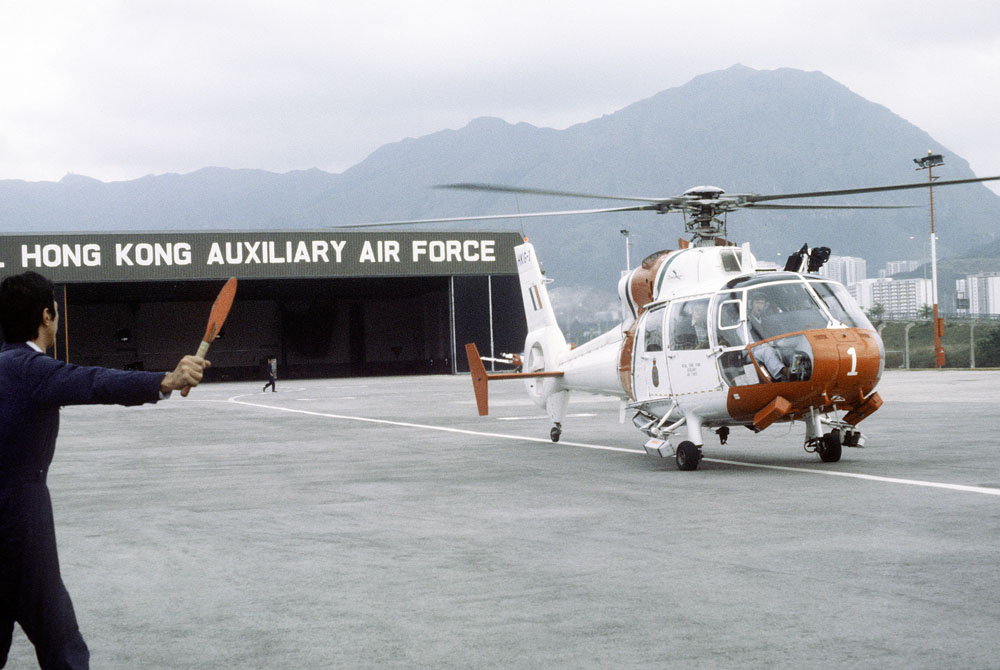
SA.360C Dauphin du Royal Hong Kong Auxiliary Air Force en 1982.

- SA.360C Dauphin : Hélicoptère polyvalent civil, version de base du Dauphin monomoteur. Les deux principaux utilisateurs ont été Héli Inter (France) avec 7 appareils achetés (plus 2 comme stock de rechange) et New York Helicopter (en) avec une flotte de 6 appareils. On notera tout de même que 8 exemplaires ont été vendus à des opérateurs japonais. Début 2007 Meravo Helicopters et sa filiale HPS exploitent encore 4 SA.360 Dauphin en Allemagne.
- SA.360A Dauphin : La tête de série SA-360-1001 fut ‘navalisée’ et mise à la disposition de la Marine nationale en novembre 1978. Testé par la flottille 35F sur le porte-hélicoptère Jeanne d’Arc et rendu à l'Aérospatiale en juin 1979, cet appareil fut exposé à Genève à partir de mai 1984. Il a fini sa carrière chez un ferrailleur suisse en 2000.
- SA.361H Dauphin : Le SA.360-002 servit au développement d’une version optimisée pour les opérations à haute altitude ou par climats tropicaux avec une turbine Astazou XXB de 1 400 ch et une tête de rotor Starflex développée pour l'Écureuil. Devenu SA.361H (H pour Hot-and-High), cet appareil a pris l’air le 12 juillet 1976, suivi en 1978 d’un second appareil (c/n 1012) associant une Astazou XXB à la tête de rotor standard du SA.360C.
- SA.361HCL Dauphin : Estimant qu’une version plus puissante pouvait intéresser les militaires, le SA.360C c/n 1003 fut équipé à son tour d’une turbine Astazou XXB, d’un viseur à stabilisation gyroscopique SFIM APX M397 et de systèmes de vision de nuit SFIM Vénus et infrarouge TRT Hector. Pouvant recevoir 8 missiles HOT ou tous les équipements développés pour la Gazelle. Après des essais prolongés au CEV, le SA.361HCL (Hélicoptère de Combat Léger) fut mis à la disposition de l’ALAT pour évaluation. Interdit de vol le 16 octobre 1990, il est conservé au Musée de l’ALAT de Dax.

## SA.365C Dauphin 2: un bimoteur

### Développement

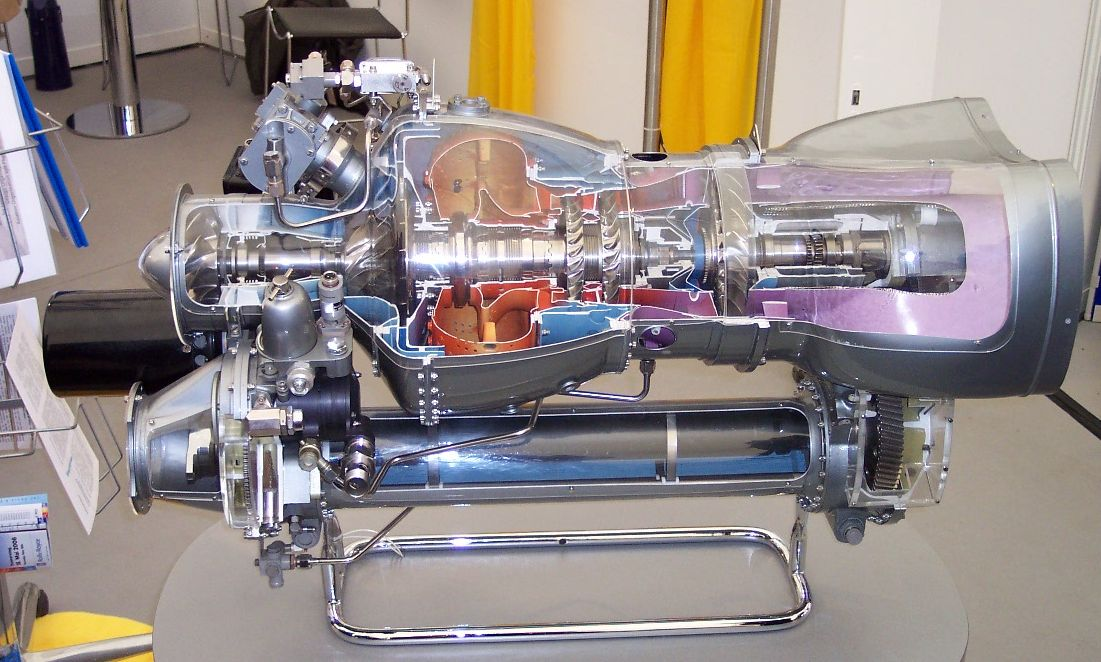
Vue en transparence du turbomoteur Arriel, produit par Turbomeca et équipant les Dauphins.

Devant l'accueil réservé fait par l'industrie au SA.360 monomoteur, Aérospatiale a annoncé début 1973 le développement d’une version bimoteur et un prototype SA.365-004 (F-WVKE) équipé de 2 turbines Turboméca Arriel 1A de 650 ch entraînant un rotor Starflex a effectué son premier vol le 24 janvier 1975 avec le même équipage que pour le premier vol du SA.360 en 1972. Commandes ou intentions de commandes s'accumulèrent rapidement et la production fut lancée en 1977, les livraisons débutant en décembre 1978. Proposé soit avec un train tricycle soit avec deux patins, ce modèle, dont la production cessera en 1981 au profit du SA.365N, a été construit à 79 exemplaires (c/n 5001/5079). Parmi les clients de cet appareil on trouve la Sécurité Civile française (6 SA.365C-1 convertis par la suite en C-2 les appareils 5002 F-ZBEB, 5021 F-ZBEU, 5027 F-ZBEC, 5040 F-ZBED, 5043 F-ZBEV, 5051 F-ZBEE), la Royal Hong Kong Auxilliary Air Force (3 appareils (5057;5059;5060) affectés aux missions SAR, revendus en 1990), la Côte d'Ivoire (4 appareils pour l’armée de l’air), le Sri Lanka (2 appareils de transport VIP, 5005 CH-531 et 5006 CH-532).
Le 5009, est un C2, qui vole encore aujourd'hui en Allemagne au service de la Police de Niedersachsen D-HOPE. Les versions :
- SA.365C Dauphin 2 : Version civile de base, turbines Arriel 1A de 650 ch, masse maximale 3 382 kg ;
- SA.365C1 Dauphin 2 : Turbines Arriel 1A1 de 667 ch. La tête de série SA.365C (c/n 5001) [F-WZAE] servit de démonstrateur ;
- SA.365C.2 Dauphin 2 : Turbines Arriel 1A2 de 670 ch, masse maximale 3 480 kg, transmission modifiée. Le premier appareil construit est le c/n 5028 ;
- SA.365C.3 Dauphin 3 : Après l'arrêt de la production Aérospatiale a proposé la remotorisation des anciens appareils avec deux turbines Arriel 1C de 710 ch (les turbines du SA365N).

## SA.365 N Dauphin 2: le Dauphin nouveau

### Développement
Malgré un aspect extérieur proche du SA.365C et sa désignation, c’est un appareil profondément remanié, faisant largement appel aux matériaux composites, avec un profil de pales différent, un dessin du fuselage modifié avec pointe avant plus marquée et un train tricycle escamotable. Une des critiques faites au SA.365C étant le cheminement des commandes de vol à travers la cabine, celle-ci était redessinée, allongée et séparée du poste de pilotage grâce à une modification des réservoirs ventraux et le report des commandes de vol dans les flancs de l’appareil. Équipé de turbines Arriel 1C de 710 ch, le prototype SA365 N-5100 (F-WZJD) a volé le 31 mars 1979 piloté par Max Jot, assisté de R. Stevens, et M. Sudre.
Il fut suivi dès le 6 avril 1979 du premier appareil de série (c/n 6001). 10 mois plus tard cet appareil battait à trois reprises le record de vitesse Paris-Londres : Le 6 février 1980 le parcours Issy-les-Moulineaux-Battersea était couvert à 294,26 km/h. Deux jours plus tard Bernard Pasquet et Max Jot, avec 8 passagers à bord, couvraient le même parcours à 321,91 km/h, le trajet retour étant effectué le jour même à 281,05 km/h.
Les livraisons aux clients civils débutèrent en août 1982 (c/n 6008), alors que le Dauphin devenait le premier hélicoptère au monde certifié au vol IFR avec un seul pilote (essais conduits avec le c/n 6010).

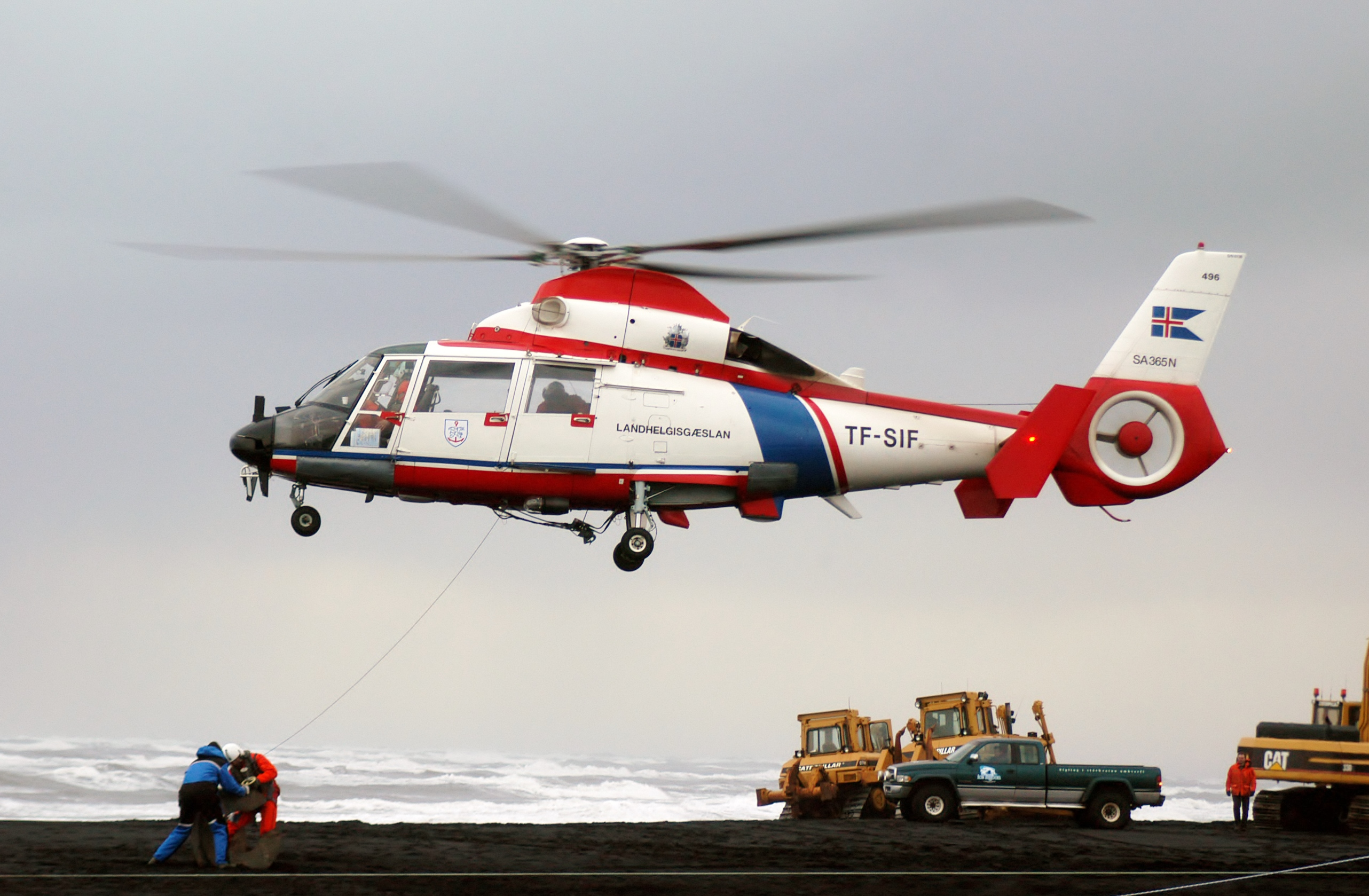
AS.365N utilisé par les garde-côtes islandais.

### Versions
- SA.365N Dauphin 2 : Turbines Arriel 1C de 710 ch, masse maximale 3 977 kg.
- SA.365N1 Dauphin 2 : Turbines Arriel 1C1 de 724 ch, masse maximale 4 076 kg, nouveau dessin de la pointe arrière entrainant la suppression de la dérive ventrale.
- AS.365N2 Dauphin 2 : Turbines Arriel 1C2 de 763 ch, nouvelle boite de transmission, portes de cabine redessinées, masse maximale 4 226 kg.
- AS.365N3 Dauphin 2 : Le 28 octobre 1996 vole un prototype avec 2 Arriel 2C, un système Fadec de gestion des moteurs et un anti-couple à niveau de bruit réduit. Optimisé pour les missions à haute altitude ou en climat très chaud, la masse maximale était portée à 4 300 kg.
- AS.365N4 Dauphin 2 : Développé en parallèle au précédent, avec un fuselage aménagé pour 12 passagers, un rotor 5 pales, des turbomoteurs Arriel 2C1 et 2C2, et une avionique modernisée, le prototype a volé le 16 juin 1997. Rebaptisé EC155.

## SA.366 Dauphin 2: une motorisation américaine

### Développement
Le troisième prototype du Dauphin (F-WVKD) a curieusement effectué son premier vol quatre jours après le prototype SA.365C, le 28 janvier 1975. Désigné SA.366-003, il était équipé, à titre comparatif, de deux turbines Avco-Lycoming LTS-101-750A1 de 680 ch. Converti par la suite en SA.365 et utilisé pour les essais de train escamotable du SA.365N, ce prototype a servi de base au développement d’une machine de recherche et de sauvetage destinée aux Garde-Côtes américains, développée en parallèle au SA.365N. Pour répondre à une demande de l’US Coast Guard à la recherche d’un successeur au Sikorsky HH-52A Seaguard, ce triplace optimisé pour les missions SAR disposait de turbines Textron-Lycoming LTS.101-750A1, d’une avionique Collins spécifique, de deux portes latérales coulissantes et d’un treuil. Pouvant embarquer trois civières et 4 assistants avec une masse maximale de 4 027 kg, 4 exemplaires [USCG4101/4] furent construits pour expérimentation opérationnelle par l’USCG, le prototype (c/n 6002) effectuant son premier vol le 23 juillet 1980 piloté par G. Dabadie, assisté de D. Trivier et M. Benvenuti. Si cet appareil n’était pas capable de se poser en mer, il pouvait opérer depuis un patrouilleur de 64 m (WMEC), et en 1984 les Garde-Côtes américains passèrent commande de 96 appareils sous la désignation HH-65A Dolphin. Les 4 appareils d’essais furent eux restitués à l’Aérospatiale et connurent des sorts divers : 2 exemplaires furent revendus à l’armée israélienne, le [4102] fut converti en cellule d’instruction au sol et le [4103] fut modifié en prototype du Panther 800.
14 exemplaires seulement furent achevés selon le standard SA.366G [USCG4105/4118], tous modifiés ultérieurement au standard SA.366G-1. Ce dernier se distinguait du précédent par sa motorisation, des turbines LTS.101-750B-2 permettant une masse maximale au décollage de 4 036 kg. Le fenestron et la dérive étaient également modifiés pour améliorer la maniabilité et un problème de vibrations.

### Versions
- HH-65A Dolphin : 96 exemplaires construits [USCG6501/6596], y compris les 14 SA.366G modifiés, auxquels s’ajouteront trois appareils de seconde main.
- HH-65B Dolphin : Initialement la carrière du HH-65A devait s’achever en 2006 et en 2000 une étude sur l’évolution des missions de sauvetage à courte portée (SRR pour Short Range Rescue) fut lancée. Cette étude a conduit à un programme de modernisation (SLEP ou Service Life Extension Program) de la flotte : refonte de l’avionique, remplacement de la transmission pour accroître la charge utile. Dès 2004 les appareils ont progressivement été modifiés afin de prolonger leur carrière jusqu’en 2015, devenant après conversion HH-65B.
- HH-65C Dolphin : Toujours en 2004, en raison de problèmes récurrents de pertes de puissance en vol avec les turbines LTS-101-750B-2, l’USCG a pris la décision de remotoriser ses appareils avec des turbines Turboméca Arriel 2C2, les appareils remotorisés devenant HH-65C Dolphin.

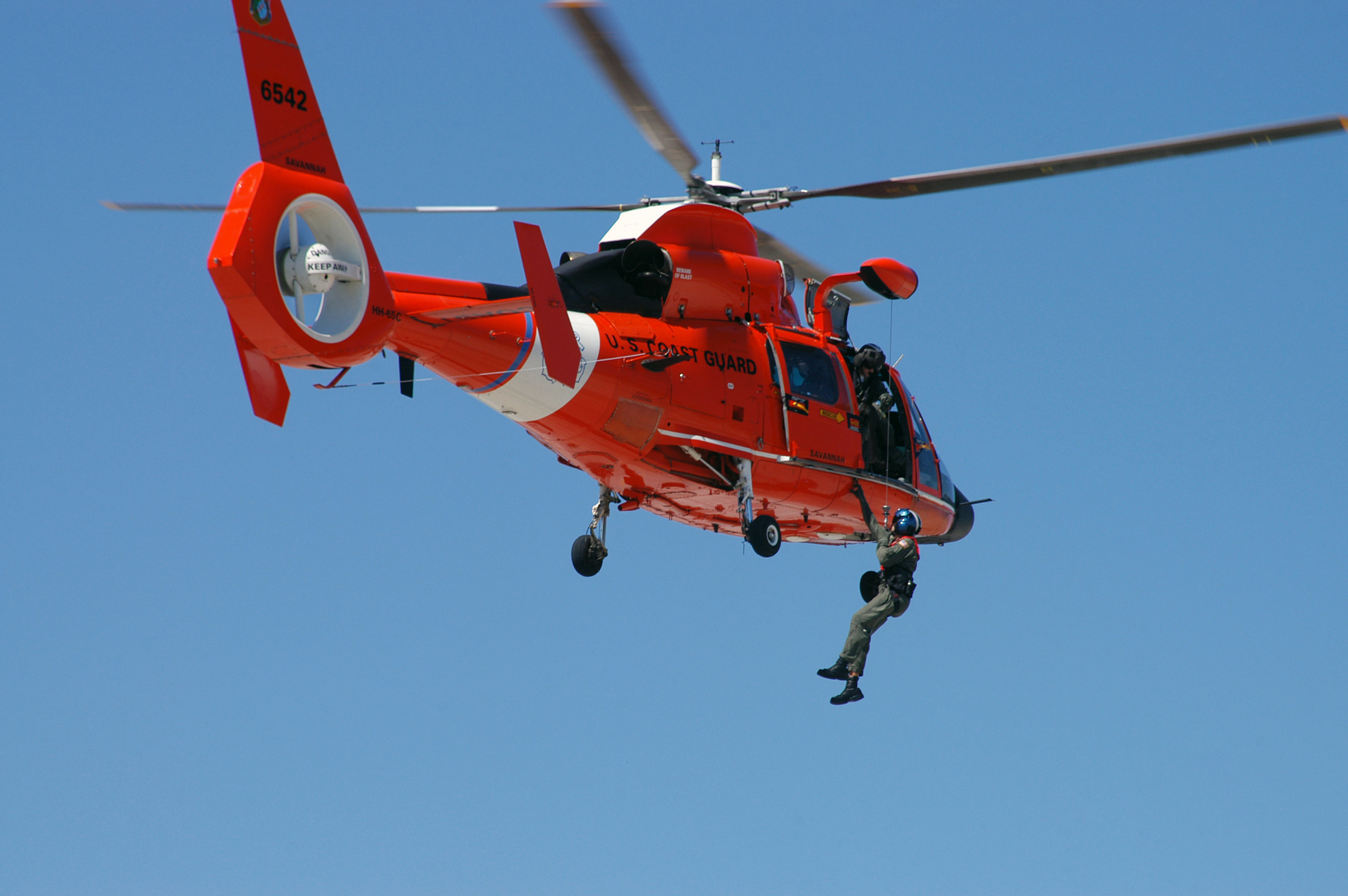
HH.65H [6542] de la base des garde-côtes de Savannah, en Géorgie, durant un exercice.

## SA.365F Dauphin 2: version navale

### Développement
Pour répondre à une demande de la Marine royale saoudienne qui recherchait un hélicoptère naval d’attaque des navires de surface, le prototype SA.365N (F-WZJD) effectua un nouveau premier vol le 22 février 1982 avec une pointe avant allongée, un radar de recherche Agrion-15 sous la pointe avant et un système remorqué de détection des anomalies magnétiques (MAD). Devenu SA.365F-5100, ce prototype était motorisé avec des turbines Arriel 1M de 700 ch et pouvait recevoir 2 ou 4 missiles antinavires de courte portée AS.15TT. Les Saoudiens ont commandé 24 SA.365F, dotés en outre d’une avionique de correction de tir à mi-course pour les missiles à longue portée Otomat. Les livraisons débutèrent en 1984.

### Versions
- SA.365F Dauphin 2 : Version de base à turbine Arriel 1M. Cet appareil naval polyvalent a été proposé en appareil d’attaque (commandée par l’Arabie saoudite) ou SAR avec radar de recherche, treuil et système automatique de navigation (commandée par l’Irlande).
- SA.365F-1 Dauphin 2 : Turbines Arriel 1M1 poussées de 700 à 794 ch. Ce modèle a été adopté par la Marine nationale française.

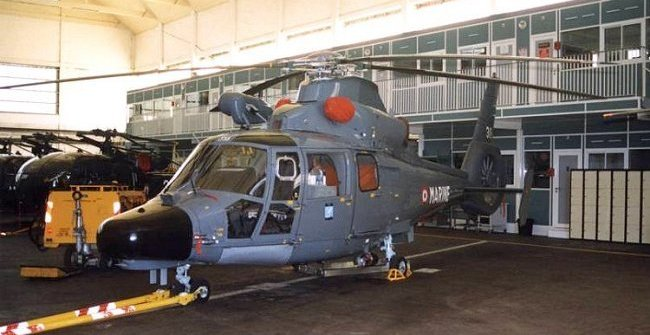
SA365F Dauphin de la flottille 35F devant deux Alouette III

## SA.365M Dauphin 2
Annoncé dès 1979, le SA.365N-5005 fut modifié en hélicoptère tactique, et effectua son premier vol dans cette nouvelle configuration le 29 février 1984. Il fut suivi d’un appareil de développement (c/n 6097) et en 1990 le SA.365M a été rebaptisé AS.565 Panther.

## Harbin Z-9/H425

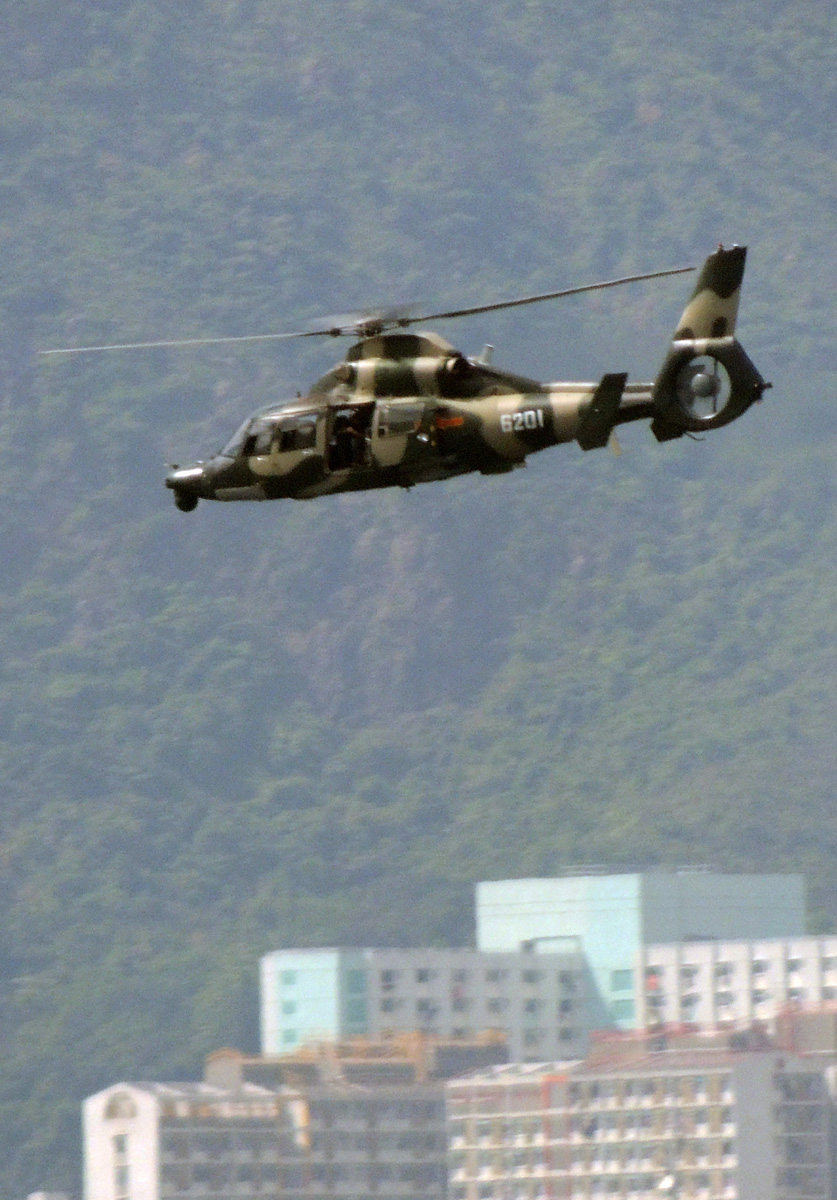
Un Z-9 de la force aérienne chinoise de la garnison de Hong Kong.

La république populaire de Chine s’est intéressée très tôt au SA.365N. Elle achète en 1980, 48 appareils (28 AS-365N1 et 20 AS-365N2) livrés en prêts-à-monter en Chine, tout en négociant une licence de production qu'elle obtint le 2 juillet 1980. Environ 200 exemplaires ont été produits localement, la plupart pour les militaires (Aviation des forces terrestres de l'armée populaire de libération, force aérienne chinoise, marine chinoise).
La motorisation qui était à l'origine l'Arriel 1 puis sa version chinoise WZ8, sera remplacée par l'Arriel 2C. Ces hélicoptères sont exportés vers plusieurs pays dont la Bolivie (6 livrés le 6 septembre 2014), le Kenya et le Ghana (9 commandé en mars 2015).
Voici les principales versions :
- Harbin Z-9B : version terrestre (missions d'attaque, d'entraînement, de reconnaissance et de sauvetage) ;
- Harbin Z-9W : version d'attaque (lutte antichar) ;
- Harbin Z-9C : version navale (recherche et sauvetage, lutte anti-sous-marine et attaque de navires de surface). Ils peuvent être embarqués à bord de navires de la marine chinoise ;
- Harbin Z-9DF : version utilisée depuis 2020 par le Corps des Marines de l’Armée populaire de libération chinoise[5].

## Panther
L'AS565 Panther est un hélicoptère militaire dont la conception est basée sur le Dauphin.

## Appareils expérimentaux et de record
- Sa.365CVDE : La tête de série SA.365N (c/n 6001) fut équipée à titre expérimental de commandes ‘Fly-by-Wire’. Premier hélicoptère au monde à tester cette technologie, il a effectué son premier vol ainsi modifié le 26 septembre 1991.
- SA.365X 380DTP : Il s’agit d’un SA.365N de série (c/n 6015) modifié pour recevoir un nouveau rotor en matériaux composites à 5 pales dont les bouts sont en flèche (Rotor FTB). Les essais ont débuté le 20 mars 1989.
- SA.365X DGV : Redésignation du précédent (DGV pour Dauphin Grande Vitesse) équipé de turbines Arriel IX de 837 ch pour battre le record du monde de vitesse sur une base de trois kilomètres. Ce record fut établi à Istres le 19 novembre 1991 par Guy Dabadie, assisté de Bernard Fouques et Michel Sudre (372 km/h). Cet appareil a par la suite été démonté pour construire le prototype EC155.

## Utilisateurs militaires et institutionnels
- Afrique du Sud : En 1997 le 17 Sqdn de Swartkop a récupéré l’unique AS.365N du Bophuthatswana.
- Arabie saoudite : 20 SA.365F en version d'attaque et 4 SA.365N en version SAR ont été livrés à partir de 1984 à la Marine royale saoudienne, 7 ont été accidentés ou détruits en date de février 2017. Ils ont été par la suite rejoints par 6 Panther en version SAR, mais le gouvernement saoudien a également commandé et reçu 7 SA.365N, utilisés par divers services officiels.
- Argentine : Les garde-côtes ont reçu 2 AS.365N-2.
- Brésil : un SA.365N1 livré à la police civile (Rio de Janeiro) et un à la police militaire.
- Burkina Faso : L'armée de l'air a reçu 3 SA.365N, utilisés avec immatriculation civile.
- Cambodge : 1 SA.365N acheté par le gouvernement.
- Cameroun : 1 SA.365N acheté par le gouvernement.
- Chili : 2 Dauphin 2 [55/56] ont été livrés en juillet et août 2006 à la Force aéronavale no 2 de Punta Arenas, pour les missions SAR.
- Chine : environ 200 Z9
- République démocratique du Congo : 1 SA.365N acheté par le gouvernement.
- Côte d'Ivoire : 4 SA.365C livrés au Groupe Aérien de Transport d’Abidjan en 1983/84.
- Dubaï : 1 SA.365N1 a été livré à l'armée de l'air de l'émirat.
- États-Unis :
  - Outre les 96 HH-65A Dolphin achetés à Aérospatiale, l’USCG a acheté trois appareils de seconde main, dont le prototype SA.366G (c/n 6002). Ces appareils ont été déployés dans 18 bases de l’USCG : CGAS Traverse City, Michigan; CGAS Barbers Point, Hawaï; CGAS Borinquen, Puerto Rico; CGAS Brooklyn, New York; CGAS Cape May, New Jersey; CGAS Corpus Christi, Texas; CGAS Détroit, Michigan; CGAS Houston, Texas; CGAS Humbolt Bay, Californie; CGAS Los Angles, Californie; CGAS Miami, Floride; CGAS/ATC Mobile, Alabama; CGAS La Nouvelle-Orléans, Louisiane; CGAS North Bend, Oregon; CGAS San Francisco, Californie; CGAS Port Angles, Washington; CGAS Savannah, Géorgie. Modernisés en HH-65B et/ou HH-65C, ils devraient rester en service au moins jusqu'en 2015.HH.65A Dolphin de l'USCG.

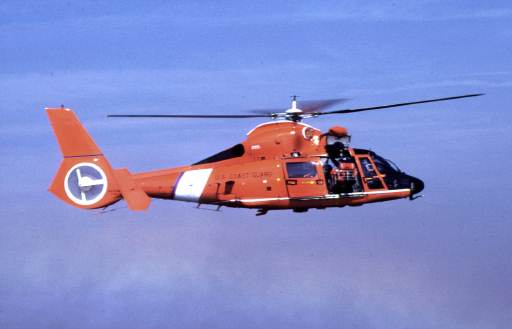
HH.65A Dolphin de l'USCG.

  - La police du Maryland utilise 8 SA.365N1.
- Fidji : Un SA.365N-2 [DQ-FGD] a été livré en mai 1991 à la force aérienne. Stationné à Suva, il a été revendu en mars 1996.
- France :
  - La Marine nationale française utilise des Dauphin depuis 1990 pour des missions de service public et de sauvegarde à bord des porte-avions (Pedro), les appareils étant regroupés depuis 2001 au sein de la flottille 35F sur la Base d'aéronautique navale d'Hyères Le Palyvestre. La première mise en œuvre du Dauphin sur un porte-avions, le Clemenceau, a eu lieu fin mars 1990. La flottille 35F est armée de 6 Dauphin SA 365N (n° de série : 6017, 6019, 6024, 6081, 6091 et 6157) détachés pour des missions de service public (SP) sur l'Aéroport du Touquet, l'Aéroport de La Rochelle - île de Ré et sur la Base d'aéronautique navale d'Hyères Le Palyvestre ainsi que de trois Dauphins SA 365F (n° de série : 313, 318 et 322) pour les missions Pedro. L’ESHE22s remplace ses Alouette III écoles par des AS365 N3 loués à la société NHV depuis mai 2018. À terme, quatre Dauphin N3 assureront la navalisation des pilotes de l’Aéronautique Navale ainsi que la formation des membres d’equipages et les stages C.A.A interarmées.
  - Le Groupement hélicoptère de la Sécurité civile a utilisé également un certain nombre de Dauphin SA 365 C1 pour le sauvetage en mer, ces appareils ayant depuis été remplacés par des EC 145.
- Hong Kong : La Royal Hong Kong Auxiliary Air Force disposait de trois Dauphin 2 pour les missions SAR, stationnés à l'aéroport international Kai Tak entre 1980 et 1990.
- Inde : 6 SA.365N achetés par le gouvernement indien.
- Irlande : 5 SA.365F Dauphin 2 ont été commandés en 1983 et livrés en 1985 au No.3 Support Wing pour les missions SAR. Trois ont été retirés en août 2005 [244, 245 et 247], les deux derniers devant être remplacés à leur tour en 2007. 6 SA.365N ont également été réceptionnés en 1986.
- Islande : Les garde-côtes ont utilisé 2 SA.365N.
- Lituanie : 3 SA.365N3 commandés le 25 octobre 2013 pour la Force aérienne militaire lituanienne. Livraison en 2015[6],[7]
- Malawi : 1 SA.365N livré à l’armée en 1999.
- Mali : 2 Harbin Z-9A [TZ-393/4] livrés à la Force Aérienne en 2001 et stationnés à Bamako.
- Maroc : 3 AS.365N3/Panther livrés au Groupement aérien de la gendarmerie royale
- Pakistan : 6 Harbin Z-9C ont été livrés à la marine pakistanaise en 2005.
- République dominicaine : 1 Dauphin 2 utilisé par l’aviation militaire pour les déplacements officiels.
- Roumanie : 4 SA.365N ont été livrés à l'armée de l'air roumaine pour les transports VIP.
- Royaume-Uni : 2 AS-365N ont été livrés à la Royal Navy pour le compte du Flag Officer Sea Training[8].
- Sri Lanka : 2 Dauphin 2 sont utilisés par le No 4 Squadron de Colombo.
- Suisse : 1 SA.365N-1 pour le groupe de transport de la confédération.
- Taïwan : 6 SA-365N2 livrés à l'Agence nationale de la police, transférés en 2005 au Corps national de service aéroporté.
- Vietnam : a acheté 1 EC 155B1 et rénové 2 EC 155B en EC 155B1.
- Uruguay : 2 AS.365N-2 livrés en 1998 au Grupo de Aviacion 5 de Montevideo pour les transports officiels.
- Yougoslavie : La police yougoslave a pris livraison d'un unique SA.365N.

## Galerie d'images

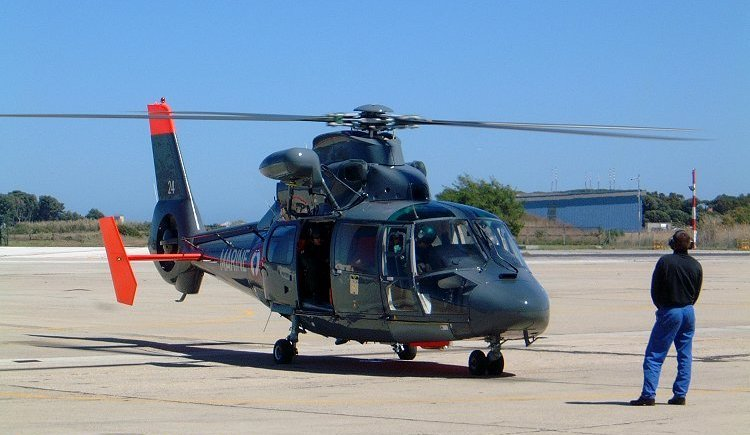
Dauphin SA365N SP (Service Public) détaché à Hyères dans la flottille 35F
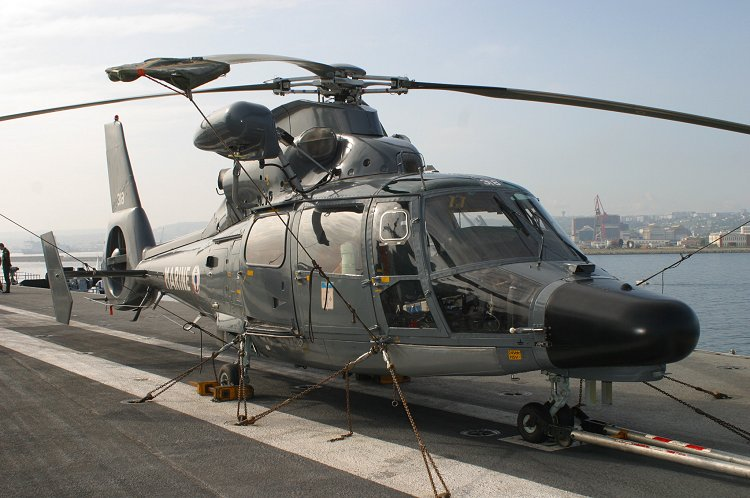
Pedro sur le pont du porte-avions Charles de Gaulle
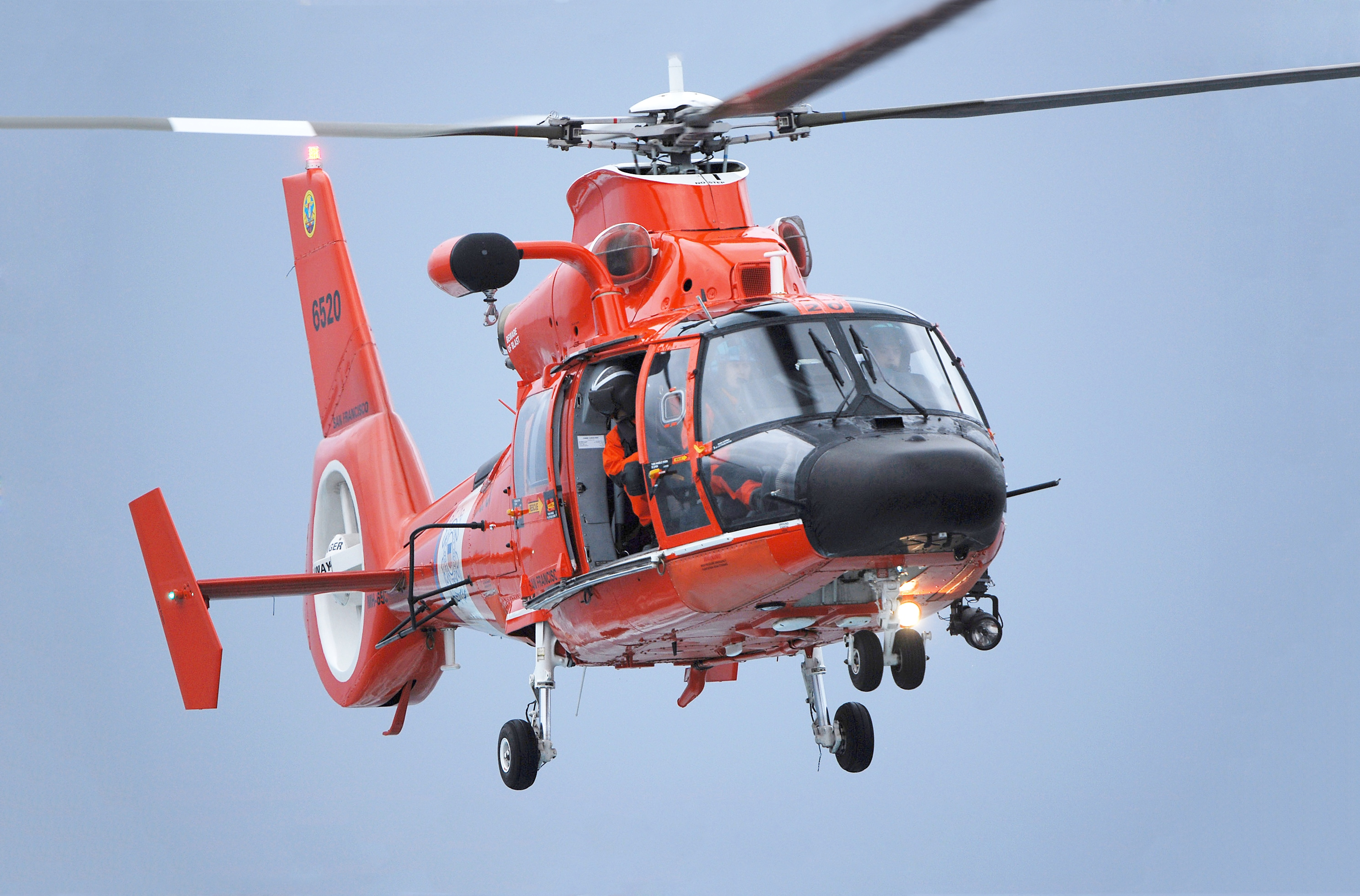
MH-65 des US Coast Guard
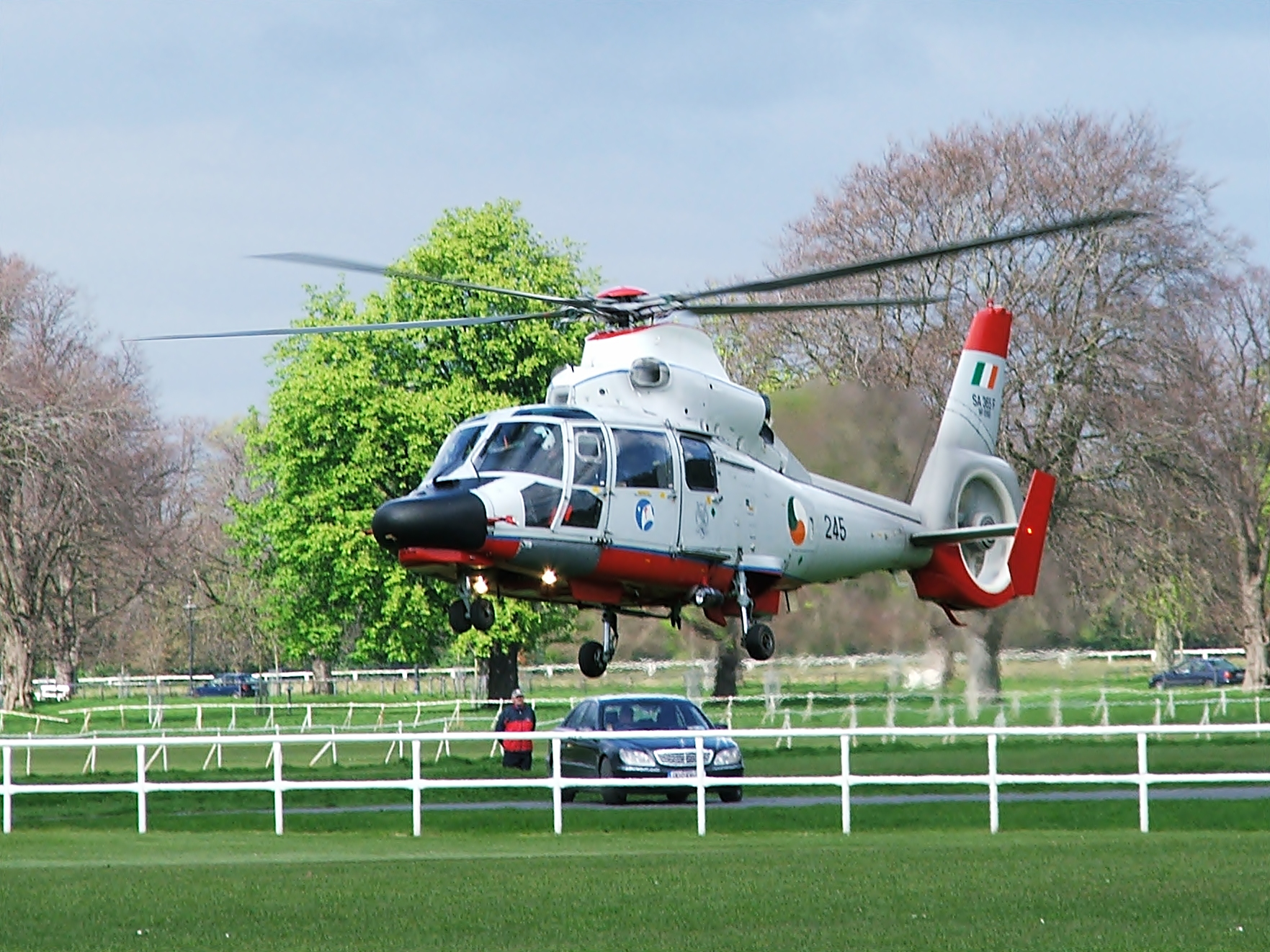
AS365 du Corps aérien irlandais
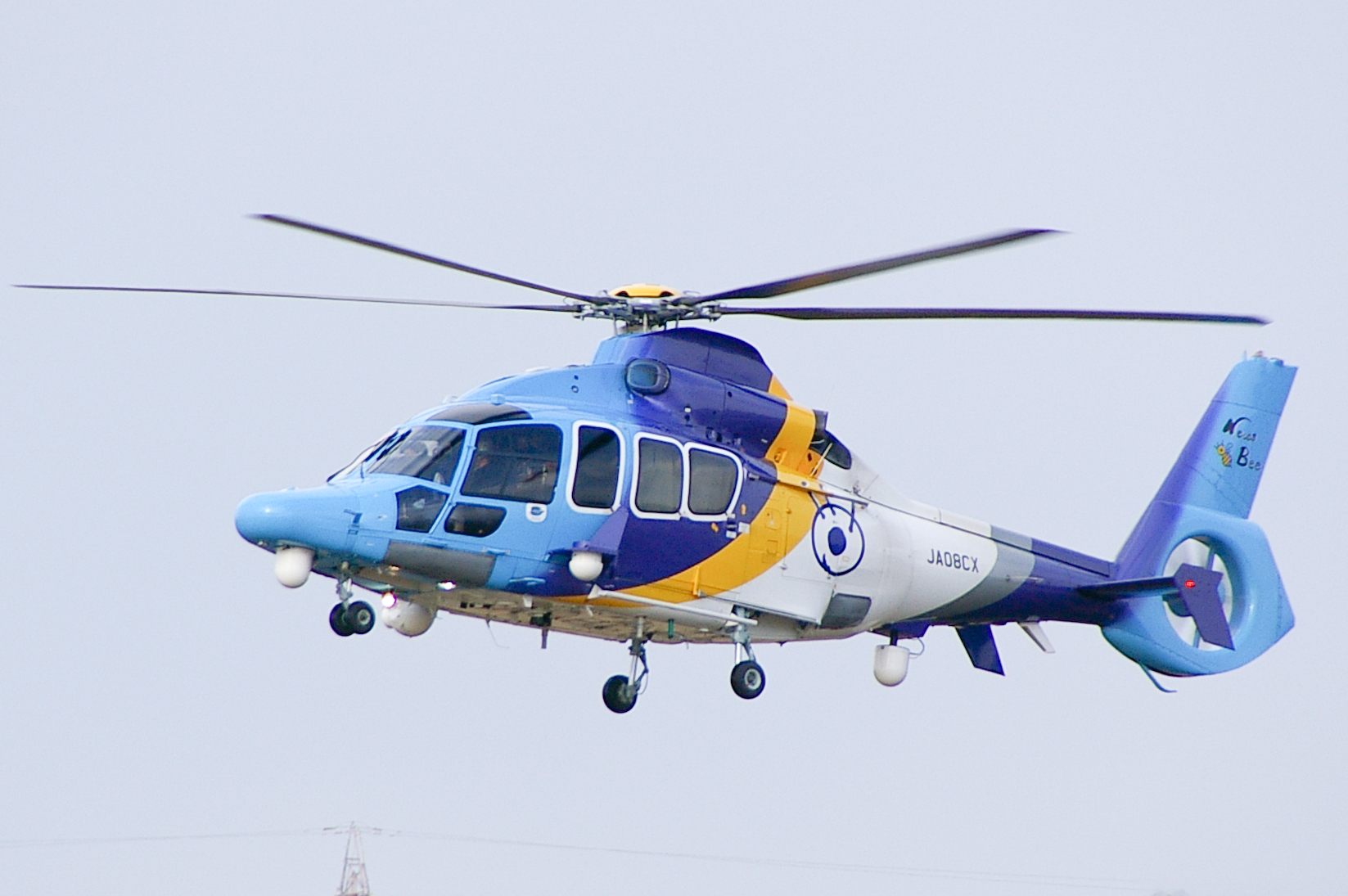
News Bee aux couleurs de la Fuji Television
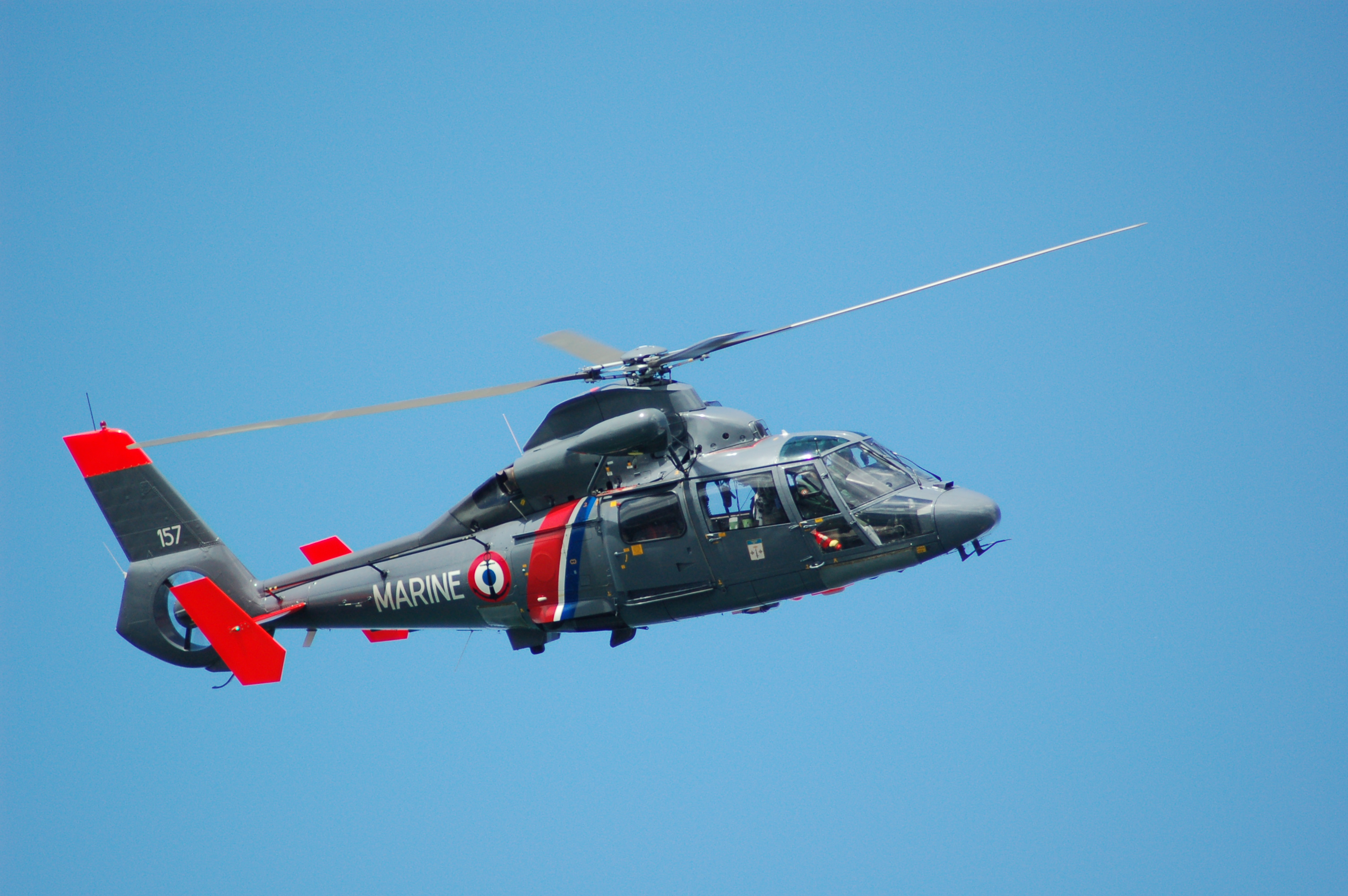
Dauphin à Douarnenez
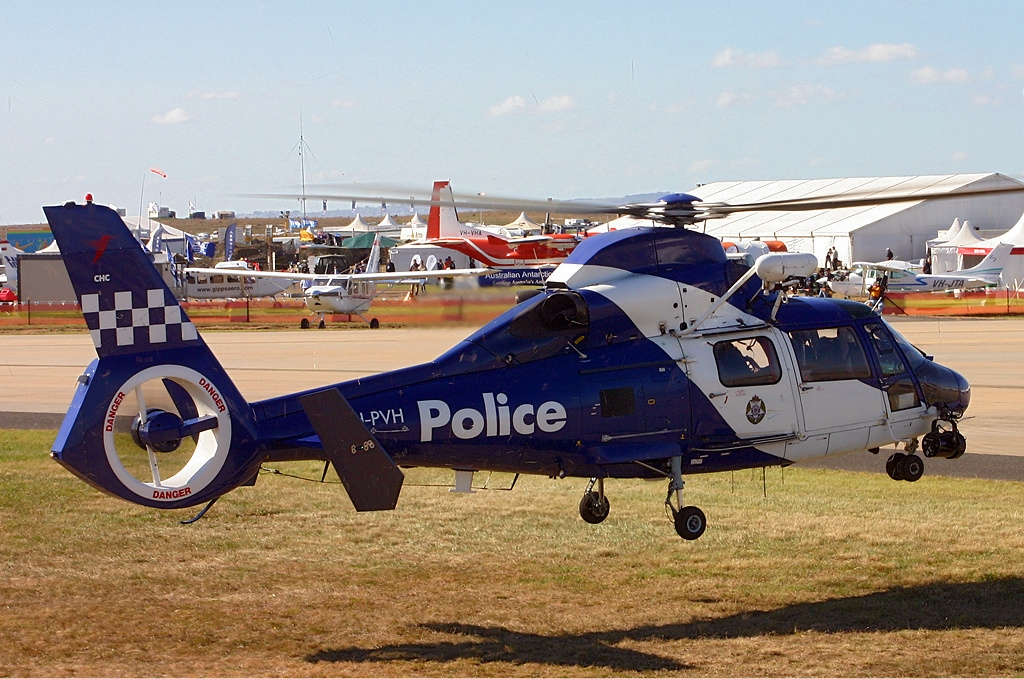
AS-365N-3 de la police du Victoria
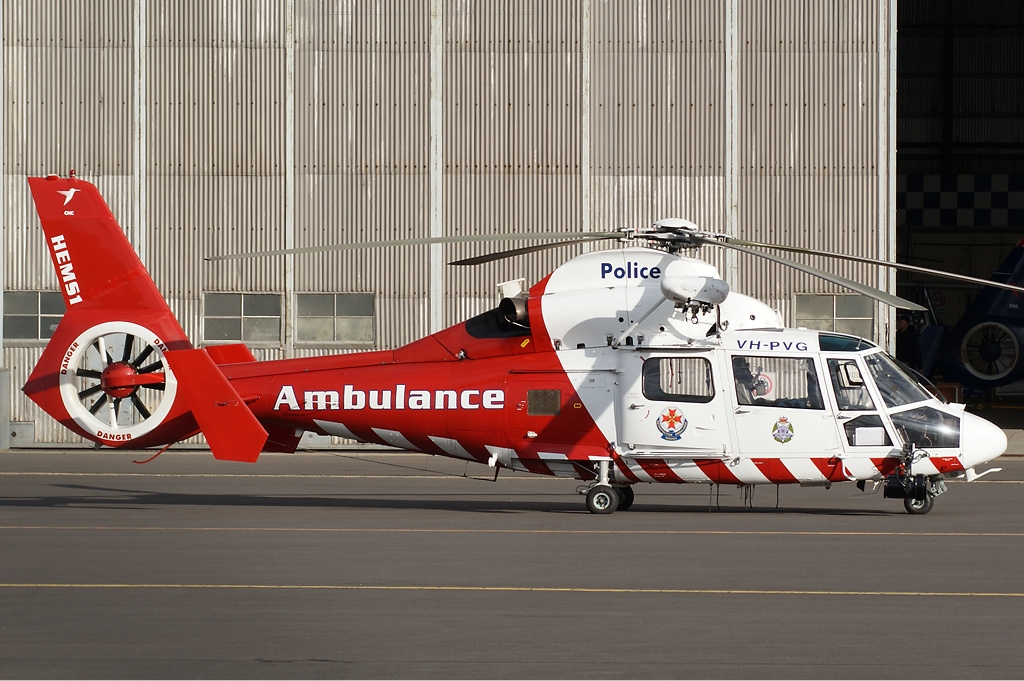
AS-365N-3 ambulance de la police du Victoria

## Dans la culture
- Dans Octopussy (1983), un SA365 C3 Dauphin 2 rouge immatriculé G-BGNM est utilisé en référence au Kamov Ka-60 Kasatka lorsque le général Orlov (Steven Berkoff) et ses soldats arrivent à la résidence de Kamal Khan (Louis Jourdan) en Inde. Un second appareil vert est utilisé plus tard dans le film lorsque le général Gogol (Walter Gotell) est en Allemagne de l'Est à la poursuite du général Orlov.
- Dans Le Promeneur du Champ-de-Mars (2005), un Dauphin immatriculé F-GNLT dépose le président de la République française (François Mitterrand, incarné par Michel Bouquet) à l'aérodrome de Chartres, accompagné de Jalil Lespert.